# Sageretia omeiensis
Sageretia omeiensis är en brakvedsväxtart som beskrevs av Camillo Karl Schneider. Sageretia omeiensis ingår i släktet Sageretia och familjen brakvedsväxter. Inga underarter finns listade i Catalogue of Life.